# Jean Gaument
Œuvres principales
- Largue l'amarre (1924)
- Le Fils Maublanc (1925)
- J'aurais tué (1928)
- Plus loin que l'amour (1935)

Jean Gaument (né Ferdinand Verdier le 19 novembre 1879 à Rouen et mort le 2 avril 1931 à Elbeuf) est un écrivain et professeur de lettres français. Il a écrit des ouvrages avec Camille Cé.

## Biographie

### Enfance et études
Jean Gaument est le fils de Louis Ferdinand Verdier et de Hyacinthe Ernestine Lefebvre. Son père était employé de commerce. Ses parents habitent au 10 rue de Fontenelle à Rouen. Il a étudié a l'école communale de garçons André Pottier. Il est inscrit au lycée Corneille de Rouen, comme interne en 1891.
Le 29 juillet 1892, lors d'une remise des prix, il obtient le 5e prix de grammaire et de langue française, le 4e prix de lecture, le 8e prix d’arithmétique. Il se lie d'amitié avec l'élève Camille Chemin (1878-1959), son futur partenaire littéraire sous le pseudonyme de "Camille Cé". Ils ont comme condisciple le futur auteur elbeuvien Charles Müller. Il obtient en 1896 le premier prix de littérature. Il est reçu à la première partie du baccalauréat en 1896 et à la deuxième partie du baccalauréat en 1899. Il s'inscrit ensuite à la faculté de lettres de Caen. Il y retrouve Camille Chemin. Le 5 juillet 1901, il est reçu à la licence ès-lettres de la faculté de Caen.

### Ses débuts
Durant son service militaire, Ferdinand Verdier est ajourné en 1900 et en 1901 pour "faiblesse". Il est incorporé au 39e R.I. de Rouen le 14 novembre 1902. Il y rencontre Roger Martin du Gard. Il est réformé temporairement le 24 avril 1903 pour "anémie et imminence de tuberculose pulmonaire" puis de nouveau en 1904 pour "tuberculose pulmonaire".
Il est nommé répétiteur au collège de Falaise en 1903. Il devient ensuite surveillant d'internat au lycée Lakanal de Sceaux en 1904-1905. Il en profite alors pour suivre des cours à la Sorbonne et préparer l'agrégation. Il signe avec Camille Cé, sous le pseudonyme de Jean Gaument, des chroniques dans la presse locale normande. Il devient ensuite professeur d'anglais et de français au collège de Château-Thierry. Il renonce à se présenter à l'agrégation le jour du concours, le 29 juin 1906.
Il se marie  à Elbeuf avec Marie-Louise Béranger le 10 septembre 1906. Il devient professeur d'anglais et de français au collège de Loudun. Leur premier enfant, Jacques, naît à Loudun le 7 mai 1907 et meurt le lendemain.
Il devient ensuite professeur de lettres au lycée d'Argentan puis de Pontarlier et d'Honfleur. Il reprend une correspondance avec l'écrivain Roger Martin du Gard.

### Sa vie à Lisieux
En 1910, Jean Gaument devient professeur de lettres au collège de Lisieux. Il demeure avec son épouse au 161 rue de Caen. Son deuxième fils, Jean, naît le 7 octobre 1912.
En 1913, il est nommé Officier d'Académie. En avril 1914, naît son troisième fils Claude. L'enfant meurt en décembre 1914.
En août 1914, Ferdinand Verdier n'est pas mobilisé. Il devient bénévole à la mairie. Le conseil de révision militaire le maintient réformé en décembre 1914 puis en avril 1917 pour "bronchite chronique".

### Sa vie à Elbeuf
En octobre 1916, Ferdinand Verdier est nommé au petit lycée Corneille d'Elbeuf. Il s'installe avec sa famille au 45 rue de Rouen.
Ferdinand Verdier meurt le 2 avril 1931. Il est inhumé au cimetière d'Elbeuf. En 1933, une rue Jean-Gaument est inaugurée à Elbeuf. En 1935, une plaque funéraire est installée pour lui rendre hommage.

## Regards sur son œuvre littéraire
Jean Gaument est un écrivain régionaliste normand. Il écrit ses œuvres en collaboration avec Camille Cé. Tous deux cherchent à mettre en valeur le vocabulaire et les expressions normandes.
Entre 1914 et 1920, il rédige un journal de guerre, aujourd'hui conservé à la bibliothèque patrimoniale Villon de Rouen, et retranscrit par des lycéens de l'académie de Rouen.
Il est membre de la Société des écrivains normands.
Loïc Vadelorge le présente comme un athée, adepte d'Alain et de la Libre-pensée.

## Distinctions
- Officier d'académie.

## Liste des œuvres
Écrits en collaboration avec Camille Cé :
- C'est la vie, 1913.
- Les chandelles éteintes : contes normands, 1919; réédition en 1936[8].
- La Grand'route des hommes, 1923.
- Largue l'amarre, roman, 1924.
- Le Fils Maublanc, roman, Paris, Grasset, bois de Honoré Broutelle, 1926 ; nouvelle édition : 1936, illustré par Raymond Dendeville.
- J'aurais tué, roman, 1927.
- Dans la flamme de Malte, roman, 1928.
- « Une visite littéraire : chez Rosny Aîné » dans La Gazette de Paris no 23 du 20 avril 1929[9].
- Plus vrai que la vie, roman, 1929.
- Échec au roi, roman, 1931.
- Les Contes normands[10], préfacé par André Maurois, 1933.
- Plus loin que l'amour, roman posthume, 1935.

## Prix littéraires
- Prix d'Académie de l'Académie Française (Largue L'amarre), 1925
- Prix du Président de la République de la Société des gens de lettres (Largue L'amarre), 1926
- Prix Jules Davaine de l'Académie française (Le Fils Maublanc), 1928
- Prix Jules Davaine de l'Académie française (J'aurais tué), 1928
- Prix Barratin de la Société des gens de lettres (Plus loin que l'amour), 1935
- Prix Montyon de l'Académie française (Plus loin que l'amour), 1936